# Eva Vlaardingerbroek

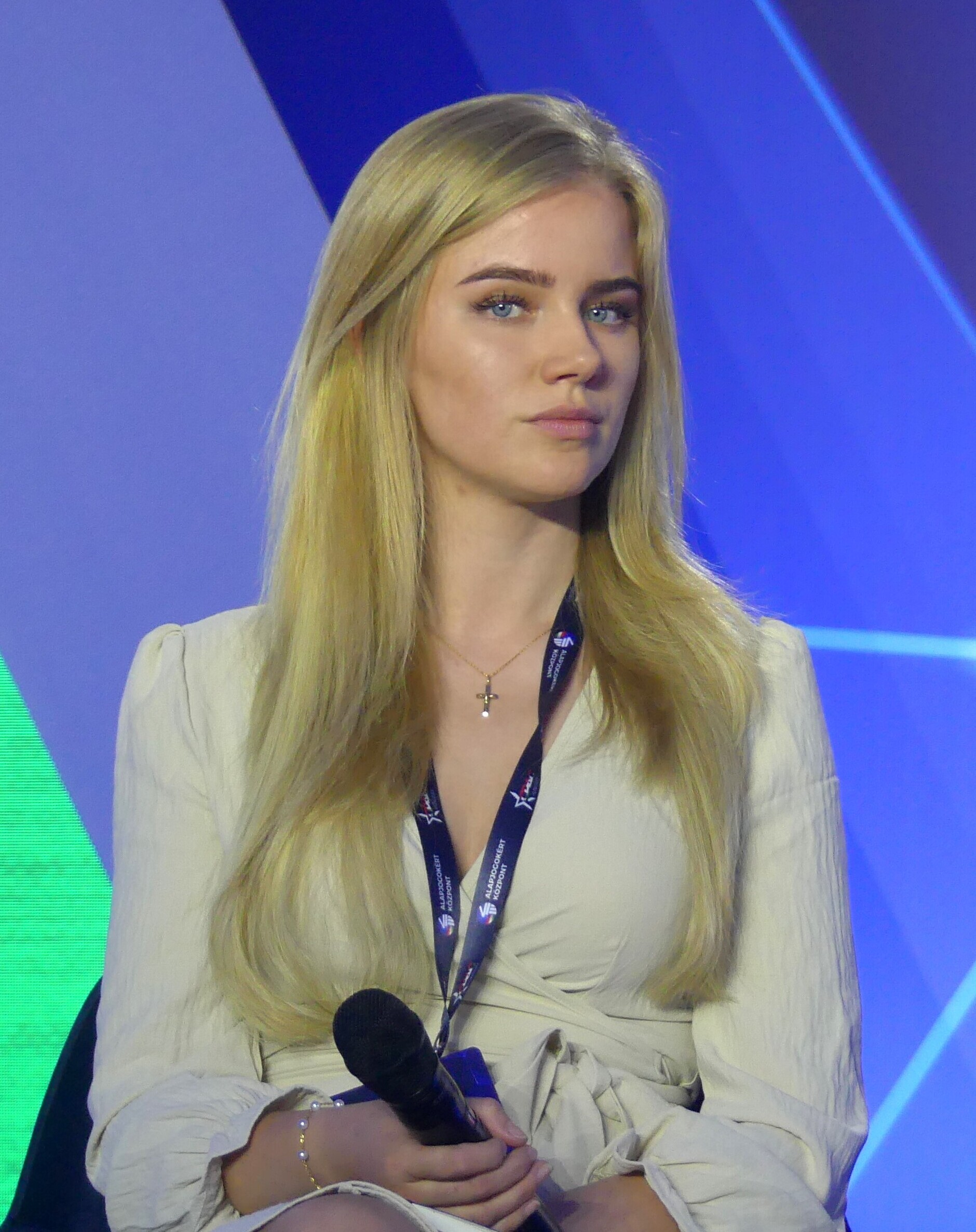
Eva Vlaardingerbroek (2023)

Eva Lotte Louise Joan Vlaardingerbroek (* 3. September 1996 in Amsterdam) ist eine niederländische Aktivistin und Influencerin der neuen und katholischen Rechten, ausgebildete Rechtsphilosophin sowie ehemalige Politikerin (FvD, 2016–2020). Internationale Bekanntheit erlangte sie insbesondere durch ihre offensive Kritik an der bis Juli 2024 amtierenden niederländischen Regierung unter Ministerpräsident Mark Rutte und ihre öffentlichen Auftritte und Äußerungen im Rahmen der Bauernproteste in den Niederlanden ab 2022. Ebenso Bekanntheit erlangte Vlaardingerbroek insbesondere durch Einladungen, als Rednerin und Gesprächspartnerin, zu Tagungen wie der Conservative Political Action Conference in Ungarn 2024 und 2025 oder in Fernseh- und Radioausstrahlungen wie von Tucker Carlson via Fox News oder Julian Reichelt via Nius.

## Biographie und Ausbildung
Vlaardingerbroek wurde als Tochter einer katholischen Mutter und eines protestantischen Vaters, des Musikwissenschaftlers Kees Vlaardingerbroek, geboren. Sie hat einen jüngeren Bruder, ist getauft und war protestantischen Glaubens, ehe sie im April 2023 gemeinsam mit ihrem Vater zum Katholizismus konvertierte.
Vlaardingerbroek wuchs in Hilversum auf und studierte Rechtswissenschaften an der Universität Utrecht und der Ludwig-Maximilians-Universität München, worin sie einen Bachelor of Laws erlangte. Anschließend erlangte sie im Jahre 2019 ihren Master of Laws in Enzyklopädie und Rechtsphilosophie an der Universität Leiden. Ihre Abschlussarbeit schrieb sie zu dem Thema Die Kontraktualisierung von Sex in der #MeToo-Ära.

## Parteipolitische Karriere und politischer Aktivismus
Nach dem Studium trat Vlaardingerbroek 2016 der rechtsradikalen Partei Forum voor Democratie (FvD) bei. Im Jahr 2019 hielt sie auf der Parteiversammlung eine antifeministische Rede, die nicht nur landesweit, sondern auch international Aufsehen erregte und unter anderem dazu führte, dass ihre Reichweite auf den Sozialen Medien über Nacht massiv anstieg und sich beispielsweise aus Brasilien rechtskonservative Nachrichtenagenturen bei ihr meldeten, um sie als Gastkolumnistin zu gewinnen. Am 31. Oktober 2020 gab Baudet bekannt, dass Vlaardingerbroek den fünften Listenplatz der Partei zur Parlamentswahl 2021 einnehmen würde. Allerdings kam es bereits im November 2020 zu einer großen Austrittswelle aus dem FvD, nachdem dessen Jugendorganisation wegen als homophob, antisemitisch und nationalsozialistisch wahrgenommener Chatinterna für einen landesweiten Skandal gesorgt hatte; gemeinsam mit Joost Eerdmans, Annabel Nanninga, Nicki Pouw-Verweij und Theo Hiddema distanzierte sich auch Vlaardingerbroek von den Äußerungen sowie Baudets Umgang mit jenen und verließ die Partei wieder, woraufhin alle genannten Kandidaten inklusive Vlaardingerbroek wieder von der Parlamentswahlliste gestrichen wurden.
Seit ihrem Austritt aus dem FvD ist Vlaardingerbroek nicht länger parteipolitisch organisiert. Mit Blick auf die Parlamentswahl 2023 rief sie zur Wahl der Partij voor de Vrijheid auf, später distanzierte sie sich jedoch wieder von dieser Wahlempfehlung und gab zur Kenntnis, „aufrichtig zu bereuen, jemals für [die PVV] gestimmt zu haben“.
Nach ihrer ersten aufsehenerregenden Rede im Rahmen des FvD-Parteitags im Jahre 2019 und der diese begleitenden Presseberichterstattung wurde in zahlreiche Sendungen aus dem Scharnierfeld aus Konservativismus und Neuer Rechter eingeladen beziehungsweise von deren Akteuren interviewt, insbesondere durch wiederholte Auftritte bei Tucker Carlson und dessen Fernsehsendung Tucker Carlson Tonight, Mark Steyn und dessen Talkshow auf GB News sowie Julian Reichelt und dessen YouTube-Kanal Achtung, Reichelt! beziehungsweise der Plattform Nius. Darüber hinaus schrieb und schreibt sie als freie Publizistin Kolumnen für mehrere Druck- und Netzmedien, darunter die konservative niederländische Zeitschrift Elsevier, der liberalismuskritischen Blog GeenStijl und The Conservative, ein Publikationsorgan der Partei Europäische Konservative und Reformer. Ab 2021 moderierte sie ihre eigene Sendung Let’s talk about it! auf Riks, einem Medienkanal mit Verbindungen zur schwedischen Partei der Sverigedemokraterna. Im Rahmen der COVID-19-Pandemie wurde Vlaardingerbroek am 1. Januar 2022 als Rechtsberaterin von der bekannten Anwaltskanzlei Bart Maes angestellt, die sich zu diesem Zeitpunkt darauf spezialisiert hatte, Fälle von Kritikern der Eindämmungsmaßnahmen zu behandeln und juristisch unter anderem gegen die Zugangsbeschränkungen öffentlicher Einrichtungen für Ungeimpfte oder den Lockdown vorzugehen; die Zusammenarbeit wurde jedoch bereits nach fünf Monaten wieder beendet, nachdem Bart Maes beschlossen hatte, sich zukünftig nur noch auf Arbeits- und Migrationsrecht zu beschränken. Schließlich wurde und wird Vlaardingerbroek von politischen und zivilgesellschaftlichen Organisationen als Rednerin eingeladen, beispielsweise von der Denkfabrik New Direction, die ebenfalls mit der Europapartei EKR verbunden ist, der sogenannten „Bauernbefreiungsfront“, auf deren Einladung hin sie ab 2022 auf den Bauerprotesten in den Niederlanden auftrat, oder im Rahmen der CPAC in Ungarn 2023 und 2024, die unter der Schirmherrschaft von Präsident Viktor Orbán stand und konservative bis rechte Stimmen aus dem gesamten europäischen Raum zur internationalen Vernetzung in Budapest versammelte. Der größte Teil von Vlaardingerbroeks Öffentlichkeitsarbeit findet über ihre eigenen Kanäle in den Sozialen Medien statt, wo sie auf X über eine Million sowie auf Instagram 391.000 Follower hat (Stand: Januar 2025).

## Politische und philosophische Positionen
Im Juli 2022 sprach Vlaardingerbroek mit Tucker Carlson auf dem Fernsehsender Fox News über die Probleme mit Stickstoff in der niederländischen Landwirtschaft. Bezugnehmend auf die Verschwörungstheorien Großer Austausch und The Great Reset äußerte sie im Juli 2022, dass Landwirten Land gestohlen würde, um damit Häuser für Immigranten zu bauen.

## Privates
Vlaardingerbroek führte 2017 eine kurzweilige Affäre mit Thierry Baudet, dem Vorsitzenden des FvD, und bis 2020 eine Beziehung mit Julien Rochedy, dem damaligen Vorsitzenden der Jugendorganisation des französischen Rassemblement National. Anschließend war sie für einige Zeit mit dem PragerU-Mitarbeiter Will Witt verlobt. Seit Mitte Juli 2024 ist sie mit einem italienischen Anwalt verheiratet.